# Igreja do Cristo Rei (Curitiba)
A Igreja Cristo Rei localizada em Curitiba, Paraná, teve a sua pedra fundamental lançada em 27 de dezembro de 1936 num terreno doado pelas Irmãs do Colégio Nossa Senhora de Lourdes do Cajurú. A edificação desta Igreja deve-se a Germano José Mayer, que pertencia à Congregação dos padres palotinos (Sociedade do Apostolado Católico, SAC). Distingue-se por sua arquitetura em forma de barco, a única com este desenho em Curitiba. Hoje a Paróquia Cristo Rei é Santuário Cristo Rei e São Judas Tadeu.